# Acatolicismo

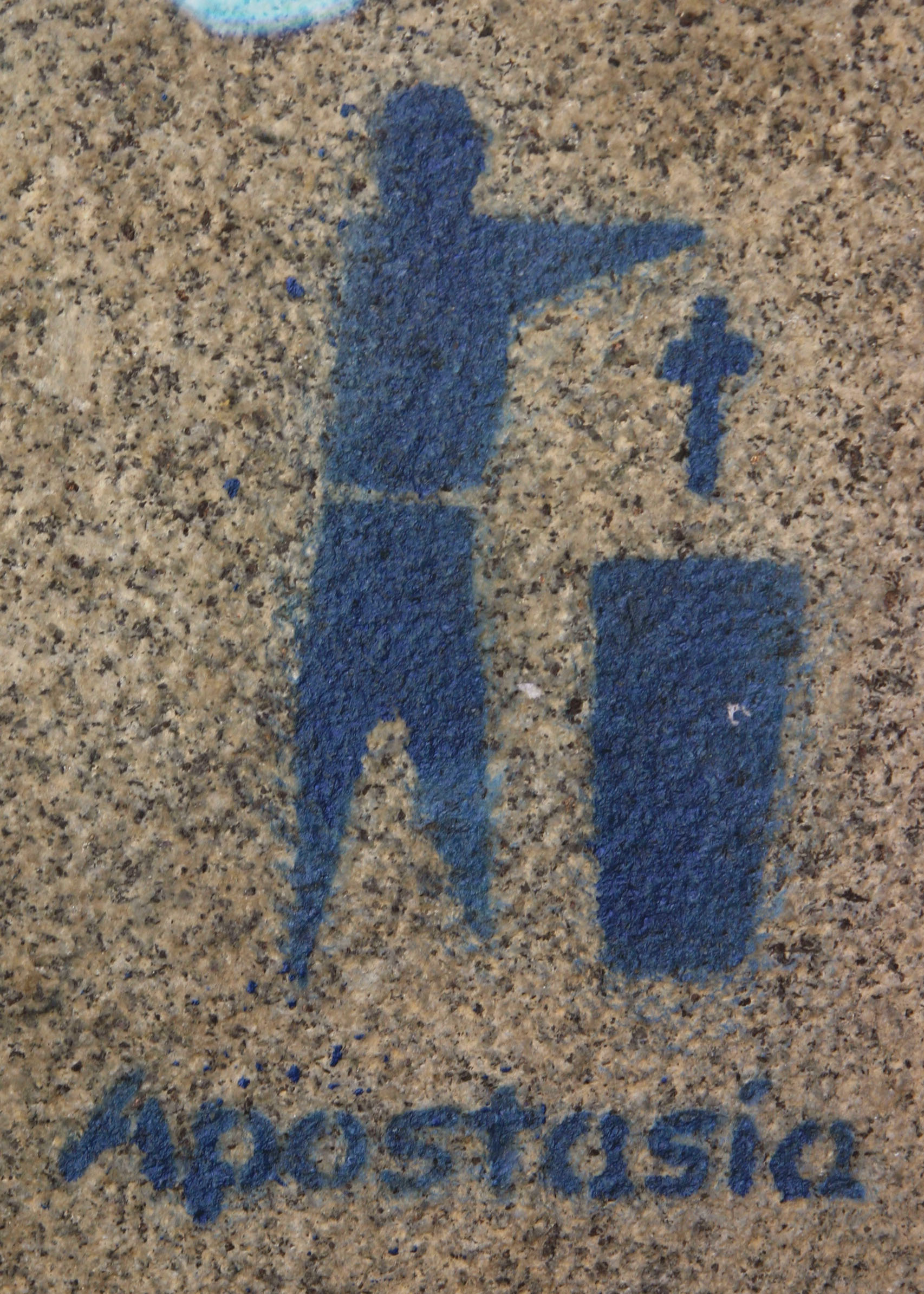
Graffiti utilizado recientemente en las manifestaciones proapostasía en España.

El término acatolicismo, que tiene su origen etimológico en la palabra griega καθολικός 'universal, que comprende todo', unida al prefijo el alfa privativa a, que expresa el concepto opuesto, i. e. no universal) define, en teología, al conjunto de bautizados que vive segregado de la Iglesia católica. 
El término acatolicismo incluye tanto a los apóstatas, herejes o cismáticos que han roto de forma voluntaria con la Iglesia católica, como a los bautizados que viven incorporados a una comunidad cristiana separada. Otras veces se da al término «acatólico» una significación más amplia, para abarcar no sólo a los cristianos no católicos, sino a todos los no católicos en general, es decir, también a los no bautizados, conocidos en la historia como infieles.